# Chiesa di San Pietro Apostolo (Pontenure)
La chiesa di San Pietro Apostolo è la parrocchiale di Pontenure, in provincia di Piacenza e diocesi di Piacenza-Bobbio; fa parte del vicariato della Val Nure.

## Storia
L'esistenza della pieve di Pontenure è attestata a partire dal Basso Medioevo, dato che la prima citazione risale al 1138.
Nel XVIII secolo l'edificio venne interessato da un imponente restauro voluto dall'economo Serafino Inzani, in occasione del quale si provvide a realizzare le volte delle navate laterali e a costruire la cupola e l'abside.
La parrocchiale fu nuovamente rifatta nel 1873; nella prima metà del Novecento la facciata venne rimodellata per interessamento di don Giuseppe Cardinali.
All'inizio degli anni 2000 la chiesa fu adeguata alle norme postconciliari.

## Descrizione

### Esterno
La facciata a salienti barocca della chiesa, rivolta a nordovest e preceduta da un sagrato a cui si accede tramite una serie di scalini a ventaglio realizzati in pietra, è suddivisa in tre parti: quella centrale, suddivisa da una cornice marcapiano in due registri e scandita da lesene, presenta il portale maggiore, sormontato da un timpano semicircolare, e una finestra ed è coronata dal frontone, mentre le due ali laterali sono caratterizzate dagli ingressi laterali coronati da frontoni di forma triangolare e da specchiature e raccordate al corpo principale mediante delle volute.
Annesso alla parrocchiale è il campanile a base quadrata e realizzato in mattoni a vista; la torre si compone di tre ordini divisi tra loro da cornici e archetti pensili, mentre la cella presenta su ogni lato una doppia finestra a sesto acuto ed è coperta dal tetto a quattro falde.

### Interno
L'interno dell'edificio, caratterizzato da una pianta basilicale, è suddiviso da pilastri sorreggenti degli archi a tutto sesto in tre navate, di cui la centrale voltate a botte e le laterali a crociera, su cui si affacciano le cappelle laterali; al termine dell'aula si sviluppa il presbiterio, sopraelevato di due scalini, coperto da volta a botte e chiuso dalla parete di fondo piatta.
Qui sono conservate diverse opere di pregio, tra le quali le tempere raffiguranti Cristo nell'Orto degli Ulivi, la Vocazione di Pietro, la Consegna delle chiavi e la Resurrezione, eseguite nel 1923 da Umberto Giunti, l'affresco con soggetto la Madonna del Rosario con San Domenico, realizzato nel XVIII secolo da Gioacchino Moraschi, l'affresco raffigurante il Trionfo di Maria Regina della Pace situato nella cupola e opera di Enrico Prati e i quattro tondi contenenti i ritratti dei Quattro Evangelisti.